# باول هايوود
باول هايوود (30 مارس 1947 - )  (بالإنجليزية: Paul Haywood)‏ هو لاعب كريكت بريطاني.